# Pandèmia de COVID-19 a Kenya
L'arribada de la pandèmia per coronavirus de 2019-2020 es va detectar a Kenya el 13 de març de 2020 amb el cas d'una dona jove que tornava dels Estats Units.
El 26 de març es tingué notícia de la primera víctima mortal, un home de 66 anys que tornava d'un viatge de negocis.
En data del 18 d'abril, el país comptava 262 casos confirmats, 60 persones guarides i 12 morts.

## Cronologia

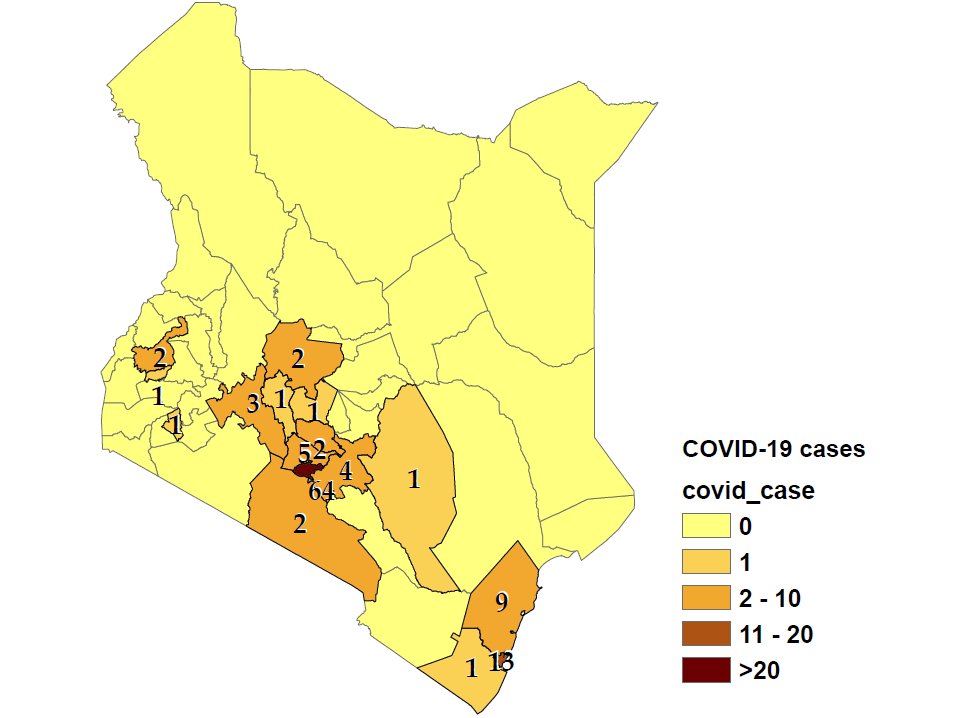
Mapa de comtats de Kenya amb casos confirmats de COVID-19 (l'1 d'abril de 2020)

El primer cas confirmat de coronavirus es va anunciar el 13 de març. Es tractava d'una jove de 27 anys que havia viatjat als Estats Units, i havia fet escala a Londres. A conseqüència el govern kenyà va identificar les persones que havien entrat en contacte amb la pacient i hagueren de fer totes una quarantena.
L'endemà, el secretari del gabinet de Salut, Mutahi Kagwe, informà que dues persones que seien al costat de la primera persona infectada durant el vol també havien tingut resultats positius. Per a frenar l'epidèmia, es decretà el tancament de les escoles i es vedaren els esdeveniments públics. Alhora es clogueren les fronteres del país excepte per als ciutadans i residents del país.
El 16 de març, el govern kenyà, mitjançant el seu portaveu, el Coronel Cyrus Oguna, va declarar durant una conferència que hi havia tres altres persones sospitoses de tenir el virus i que els seus resultats es divulgarien ben aviat. L'endemà, el secretari d'estat de Salut revelà l'existència d'un quart cas confirmat de Covid-19.
El 18 del mateix mes, s'afegiren tres casos més, apujant així el total de persones infectades al país a set.
La contaminació s'accelerà uns quants dies després. Així, el 22 de març, es detectaren vuit casos addicionals, fent doncs un total de 15 persones infectades per la malaltia. Alhora el govern va informar que estava resseguint els 363 individus que havien pogut tenir contactes amb aquests darrers contagiats. L'endemà es confirmà un altre cas, 16 en total aleshores.
El 24 de març, es desvelà que s'havien enregistrat nou persones infectades més, sumant doncs 25 casos confirmats de coronavirus. L'endemà, tot i que s'informava de la presència de tres casos més, es donà també la notícia del primer cas de pacient guarit a Kenya.

## Dades estadístiques
Evolució del nombre de persones infectades amb COVID-19 a Kenya
Evolució del nombre de persones guarides del COVID-19 a Kenya
Evolució del nombre de morts del COVID-19 a Kenya